# 神戸市立有瀬小学校
神戸市立有瀬小学校（こうべしりつ ありせしょうがっこう）は、兵庫県神戸市西区有瀬にある公立小学校。

## 沿革
- 1981年4月8日 - 神戸市立伊川谷小学校、長坂小学校から分離し、開校[1]。

## 校区と進学先中学校
神戸市西区。
- 神戸市立伊川谷中学校
  - 伊川谷町有瀬、伊川谷町潤和、伊川谷町別府
- 神戸市立長坂中学校
  - 伊川谷町有瀬、伊川谷町別府、今寺

## 校区内の主な施設
- あい保育園
- 神戸西警察署 有瀬交番
- 児童館
- 歯医者
- レクサス・ミニ・BMW・ホンダ・スズキ

## 交通
- 神姫バス 66系統「生田」より徒歩

## 通学区域が隣接している学校
- 神戸市立長坂小学校
- 神戸市立伊川谷小学校
- 神戸市立高津橋小学校
- 明石市立明石小学校
- 明石市立人丸小学校
- 明石市立朝霧小学校
- 明石市立松が丘小学校

## 著名な出身者
- 来田涼斗（プロ野球選手）